# Kōstas Rīgas
(Kōstas Rīgas)
Kōstas Rīgas (in greco Κώστας Ρήγας?; Atene, 29 marzo 1944) è un ex cestista e arbitro di pallacanestro greco.

## Carriera
Rīgas ha giocato nell'Amyntas B.C., nel campionato greco. Ha giocato una gara nella nazionale greca giovanile.
Nel 1977 è diventato un arbitro internazionale e nella sua carriera ha diretto 23 finali, tra cui quella del Torneo Olimpico 1984, quella del Mondiale 1986, quella femminile del Torneo Olimpico 1992. Inoltre, ha diretto una finale di Coppa Intercontinentale, quattro di Coppa dei Campioni (1984, 1985, 1986, 1991) e altrettante di Coppa Korać. In seguito è stato scelto come responsabile degli arbitri dell'Eurolega.
Fa parte della lista dei 50 maggiori contributori della storia dell'Eurolega ed è membro del FIBA Hall of Fame.